# Derrick Dalley
 (janvier 2023).
Si vous disposez d'ouvrages ou d'articles de référence ou si vous connaissez des sites web de qualité traitant du thème abordé ici, merci de compléter l'article en donnant les références utiles à sa vérifiabilité et en les liant à la section « Notes et références ».
Derrick Dalley (né le 22 juillet 1965) est un homme politique (terre-neuvien) canadien. Depuis le 9 octobre 2013, il est actuellement le ministre des Ressources naturelles au cabinet de la première ministre Kathy Dunderdale. Il est le député qui représente la circonscription de The Isles of Notre Dame à la Chambre d'assemblée depuis l'élection provinciale du 9 octobre 2007. Avant son entrée en politique, il a été un conseiller en orientation.

## Carrière politique
Il est ministre des ressources naturelles d'octobre 2013 à novembre 2015. À ce poste, il défend le projet de barrage des chutes Muskrat. En 2019, il est entendu par une commission d'enquête au sujet de la sincérité des informations reçues de Nalcor Energy par le gouvernement dans un contexte de dérive des couts et des délais.